# Redditi agrari
I redditi agrari sono disciplinati dagli articoli 32 - 35 del Testo unico delle imposte sui redditi (abbreviato TUIR), approvato con D.P.R. 22 dicembre 1986 n. 917.
Sono la parte di reddito fondiario attribuita al capitale di esercizio ed all'organizzazione nell'attività agricola.
Sono considerate attività agricole:
- le attività dirette alla coltivazione del terreno e alla silvicoltura (Art. 32, c. 2, lettera a), D.P.R. 917/1986);
- l'allevamento di animali con mangimi ottenibili per almeno un quarto dal terreno (Art. 32, c. 2, lettera b), D.P.R. 917/1986);
- le attività dirette alla produzione di vegetali tramite l'utilizzo di strutture fisse o mobili, anche provvisorie, se la superficie adibita alla produzione non eccede il doppio di quella del terreno su cui la produzione stessa insiste (Art. 32, c. 2, lettera b), D.P.R. 917/1986);
- le attività dirette alla manipolazione, conservazione, trasformazione, commercializzazione e valorizzazione, ancorché non svolte sul terreno, di prodotti ottenuti prevalentemente dalla coltivazione del fondo o del bosco o dall'allevamento di animali (Art. 32, c. 2, lettera b), D.P.R. 917/1986).
- acquacoltura: se i redditi sono per il soggetto prevalenti rispetto a quelli di altre attività economiche non agricole.
- produzione di energia elettrica e calore da biomasse.

Relativamente all'allevamento di animali, quando il limite di quelli allevabili con mangimi ottenibili per almeno un quarto dal terreno, calcolabile in base alle tabelle ministeriale (per il biennio 2005-2006 D.M. 20 aprile 2006) in cui vengono fissate le quantità di mangimi (unità foraggere) producibili per ogni tipologia di terreno ed occorrenti per ogni capo animale, viene superato, l'eccedenza di reddito è sempre considerato reddito d’impresa.
Non si considerano produttivi di reddito agrario i terreni che costituiscono pertinenze di fabbricati urbani, quelli dati in affitto per usi non agricoli, nonché quelli strumentali all'esercizio di impresa commerciale (Art. 32, c. 4, D.P.R. 917/1986).

## Origini del sistema
Il sistema fiscale italiano di determinazione del reddito agrario segue un regime diversificato rispetto a quello previsto per la tassazione delle imprese (disciplinata agli articoli 55 e seguenti del TUIR).
Questo diverso assetto storicamente è stato giustificato a livello legislativo con l'intenzione di valorizzare l'importanza del settore primario; in particolare, si è sottolineata l'incombenza del doppio rischio e dell'elemento aleatorio che caratterizza l'assetto agricolo, condizionato dai cambiamenti climatici.
Inoltre, il legislatore ha ritenuto che un modello di tassazione specifico per gli imprenditori agricoli potesse premiare gli agricoltori più diligenti, in grado di sfruttare la potenzialità del proprio fondo.

## Determinazione del reddito agrario
L'art.32, primo comma del TUIR, stabilisce:
«Il reddito agrario è costituito dalla parte del reddito medio ordinario dei terreni imputabile al capitale d'esercizio e al lavoro di organizzazione impiegati, nei limiti della potenzialità del terreno, nell'esercizio di attività agricole su di esso».
L'imposizione del reddito agrario segue il sistema catastale con il quale si ha una determinazione forfettaria del prodotto del terreno basata sulle caratteristiche dello stesso, con riferimento alle tariffe di estimo stabilite per qualità e per classe (articolo 34 TUIR).
L'oggetto di imposizione non è quindi il reddito effettivamente prodotto, ma il "reddito medio ordinario" che viene determinato in sede catastale.
Per le persone fisiche, ricomprese nella nozione di imprenditore agricolo di cui all'articolo 2135 del codice civile si segue sempre la tassazione secondo i criteri dell'articolo 32 del TUIR. Anche la società semplice e la società di fatto determinano il proprio reddito su base catastale.
Le società di persone, le società a responsabilità limitata e le cooperative con la qualifica di società agricola possono optare per la tassazione catastale, anche se il loro reddito mantiene la classificazione di reddito di impresa. È necessario però che siano qualificate come società agricole, dovendo quindi ricomprendere nella propria ragione sociale la dizione "società agricola" e avere come oggetto sociale l'esercizio esclusivo delle attività agricole di cui all'articolo 2135 del codice civile.

## Le attività agricole connesse: il criterio della prevalenza
Nella formulazione originaria dell'articolo 2135 del Codice civile si consideravano agricole “per connessione” le attività rientranti nell’esercizio “normale “dell’agricoltura. Quindi la qualificazione giuridica delle singole attività era condizionata ad un’indagine volta ad accertarne la tipicità, in relazione ai modi di produzione e di organizzazione dell’impresa.
Il legislatore civilistico attraverso il Decreto Legislativo del 18 Maggio 2001, n. 228 , ha riformulato il criterio, per stabilire quali fossero le attività agricole connesse, sostituendolo con quello della prevalenza, più idoneo ad attrare nell’ambito dell’agrarietà tutte le attività capaci di favorire lo sviluppo dell’attività agricola principale, o nel momento della produzione, o nel momento dell’esercizio, o nel momento dell’utilizzazione dei prodotti. 
Nella attuale formulazione, il comma 3 dell’articolo 2135 c.c. considera “connesse”, le attività esercitate dall’imprenditore agricolo a titolo principale, che siano “dirette alla manipolazione, conservazione, trasformazione, commercializzazione e valorizzazione che abbiano ad oggetto prodotti ottenuti prevalentemente dalla coltivazione del fondo o del bosco o dall’allevamento di animali, nonché le attività dirette alla fornitura di beni o servizi mediante l’utilizzazione prevalente di attività di valorizzazione del territorio o del patrimonio rurale e forestale, ovvero di ricezione ed ospitalità come definite dalla legge”.
La metodologia da utilizzare ai fini della misurazione del requisito della prevalenza è stata oggetto di chiarimenti, anzitutto, da parte dell’Agenzia delle Entrate, secondo cui: “per verificare tale condizione” è “necessario procedere ad un confronto in termini quantitativi fra i prodotti ottenuti dall’attività agricola principale ed i prodotti acquistati da terzi, confronto che potrà effettuarsi solo se riguarda beni appartenenti allo stesso comparto agronomico e della stessa specie”. 
Sul concetto di prevalenza, l’agenzia delle Entrate ha emanato le Circolari n. 44/E del 2002 e n. 44/E del 2004, in cui ha chiarito che, in linea generale, la prevalenza può essere misurata in termini di quantità o di valore.
Il parametro della quantità può essere utilizzato se i beni da porre a confronto risultano omogenei. Nel caso di beni non omogenei, invece, il criterio più idoneo da utilizzare è quello del valore. Pertanto, in questi casi, per verificare la sussistenza del requisito della prevalenza occorrerà confrontare il valore normale dei prodotti ottenuti dall’attività agricola principale e il costo dei prodotti acquistati da terzi.

## Le attività agricole connesse disciplinate dal TUIR
Ai sensi dell’’art. 32, comma 2, lett. c) del TUIR  così come modificato dalla legge 24 dicembre 2003, n. 350,  sono considerate attività agricole, le attività dirette alla manipolazione, conservazione, commercializzazione e valorizzazione, ancorché non svolte sul terreno, di prodotti ottenuti prevalentemente dalla coltivazione del fondo o del bosco o dall’allevamento di animali, con riferimento ai beni individuati ogni due anni, con Decreto del Ministro dell’Economia e delle finanze su proposta del Ministro delle politiche agricole e forestali.
Attraverso questa riformulazione si è superato, non solo, il riferimento alle attività agricole connesse "rientranti nell’esercizio normale dell’agricoltura secondo la tecnica che lo governa”, ma si è anche reso possibile includere tra i beni e le attività “agrarie” fattispecie in cui la realizzazione di una o più fasi del processo produttivo facente capo all’imprenditore agricolo risultino non svolte sul terreno.
Occorre però distinguere il caso in cui l’attività connessa abbia ad oggetto beni rientranti tra quelli elencati nel Decreto ministeriale, da quello in cui la stessa riguardi beni diversi.
L’impresa agricola deve determinare il reddito d’impresa in modo forfettario, salvo opzione per il regime ordinario laddove, pur rispettando il concetto di prevalenza, l'attività di trasformazione o manipolazione riguardi beni che non rientrino nel richiamato Decreto ministeriale. In questo caso il reddito viene determinato, così come previsto dall'articolo 56 bis del TUIR applicando all’ammontare dei corrispettivi delle operazioni registrate o soggette a registrazione ai fini IVA, conseguiti con tali attività, il coefficiente di redditività del 15% 
Qualora non venga rispettato il principio di prevalenza, devono essere tenuti distinti i casi in cui il prodotto finale ottenuto e commercializzato rientri tra quelli agricoli o comunque previsto dal Decreto Ministeriale o sia un prodotto diverso.
Nella prima ipotesi, opera la cosiddetta franchigia e , quindi, sono da qualificarsi come redditi agrari ai sensi dell’art. 32, TUIR, i redditi rivenienti dell’attività di trasformazione dei prodotti agricoli nei limiti del doppio delle quantità prodotte proprio dall’imprenditore agricolo, mentre la parte eccedente tale limite deve essere determinata n base alle regole in materia di reddito di impresa.
Nel caso in cui dall’attività di trasformazione o manipolazione si ottengano beni non agricoli e non rientranti fra quelli elencati nel citato Decreto Ministeriale, senza rispettare il requisito della prevalenza, l’intero reddito prodotto costituisce reddito d’impresa, da determinarsi analiticamente in base all’art. 56 del TUIR. 

## L'allevamento nella disciplina tributaria
La disciplina tributaria dell’allevamento, di cui all’art. 32, comma 2, lett. b) e all’art. 56, comma 3, del Testo unico del 22 dicembre 1986, n. 917, come rimodellato dal d.lgs. n. 344/2003, induce a ricondurre nel novero delle attività agricole solo gli allevamenti condotti con mangimi ottenibili, per almeno un quarto, dal terreno su cui vengono praticati.
Diversamente, gli allevamenti condotti con un terreno insufficiente a produrre almeno un quarto del mangime necessario in funzione del numero di capi allevati sono tassati:
- Ex art. 56, comma 5, TUIR, nel caso in cui si operi in veste di ditta individuale, di società semplice o di ente non commerciale;[6]
- Ex art. 55 TUIR nel caso in cui si operi in forma di società di capitali, di società cooperativa, di società in nome collettivo o di società in accomandita semplice.[6]

Gli allevamenti condotti senza alcuna connessione con il terreno sono tassati in forza delle norme inerenti ai redditi d’impresa.
Inoltre, per qualificare come “agrario” il reddito rinveniente dall’allevamento, è necessario che le specie allevate siano espressamente contemplate dall’elenco contenuto nel Decreto Ministeriale di cui al comma 3 dell’art. 32 TUIR.
Il Decreto di cui all’art. 32, comma 3, TUIR stabilisce, per ogni tipologia animale, il numero di capi allevabili rientrante – ai fini del calcolo delle imposte dirette – nella tassazione catastale, anche considerando la potenzialità produttiva dei terreni e le unità foraggiere occorrenti a seconda della specie allevata La parte eccedente, invece, concorre a formare reddito d’impresa «nell’ammontare determinato, attribuendo a ciascun capo un reddito pari al valore medio del reddito agrario riferibile a ciascun capo allevato, entro il limite medesimo, moltiplicato per un coefficiente idoneo a tener conto delle diverse incidenze dei costi» (art. 56, comma 5, TUIR).
Nessun rilievo assume il tipo di organizzazione posta in essere. Dunque, l’attività di allevamento esercitata da imprenditori individuali, società semplici o enti non commerciali è sempre tassata su base catastale, ove l’azienda disponga del terreno sufficiente a rispettare le condizioni di cui all’art. 32, comma 1, lett. b).

## Criticità
Sono state riscontrate alcune criticità relative a tale modello di determinazione del reddito agrario.
In primo luogo, si ritiene che la giustificazione data dal legislatore in origine, relativa al rischio climatico incombente su tale attività, sia ad oggi meno pertinente dato il ridimensionamento degli effetti negativi che l'imprenditore agricolo può incontrare grazie al progresso tecnologico ed alla meccanizzazione delle attrezzature.
Inoltre, alcuni sostengono che si tratti di un modello basato su criteri merceologici che non riescono a tenere in considerazione le eventuali differenziazioni legate alle dimensioni delle strutture produttive di base, creando così delle perplessità circa la legittimità rispetto al principio della capacità contributiva. Quest'ultimo è un dettato fondamentale nell'ordinamento tributario italiano secondo il quale tutti sono tenuti a concorrere alle spese pubbliche in ragione della propria capacità economica. Lo si potrebbe considerare violato dal momento che imprese agricole di grandi dimensioni, con un fatturato annuo elevato, seguono comunque il medesimo modello applicato alle imprese di piccole dimensioni. La Corte costituzionale però è intervenuta con la sentenza numero 16 del 31 marzo 1965 dicendo che tale metodo è legittimo e costituisce un incentivo alla congrua utilizzazione del bene, essendo in grado di favorire l'adempimento ai doveri di solidarietà economica.
Quanto all'allevamento, non è mancato chi evidenziasse i potenziali profili di illegittimità costituzionale della disciplina, lamentando come l’attribuzione di un potere discrezionale tanto ampio in capo all’Amministrazione finanziaria, in sede di qualificazione normativa dell’agrarietà (art. 32, comma 3, Tuir), potesse porsi in contrasto con la riserva di legge di cui all’art. 23 Cost. Tali preoccupazioni potrebbero essere superate puntando sul requisito dei “mangimi ottenibili” di cui all'art. 32, comma 2, lett. b), il quale conserva valore di regola generale cui fare riferimento per stabilire la natura dell’attività esercitata e del reddito da essa ritraibile.